# Tillobroma fucosa
Tillobroma fucosa là một loài ruồi trong họ Asilidae. Tillobroma fucosa được Artigas miêu tả năm 1970. Loài này phân bố ở vùng Tân nhiệt đới.